# NGC 2329
NGC 2329 é uma galáxia elíptica (E-S0) localizada na direcção da constelação de Lynx. Possui uma declinação de +48° 36' 57" e uma ascensão recta de 7 horas, 09 minutos e 07,9 segundos.
A galáxia NGC 2329 foi descoberta em 9 de Fevereiro de 1788 por William Herschel.